# Raïs M'Bolhi
Adi Raïs Cobos Adrien M'Bolhi Quhab, född 25 april 1986, är en algerisk fotbollsmålvakt som spelar för Al-Ettifaq. Han spelar även för Algeriets landslag.

## Tidigt liv
M'Bolhi föddes i Paris, Frankrike och hade en kongolesisk far och en algerisk mor. Hans föräldrar skilde sig tidigt och han växte upp med sin mor, som är född i Bordj Bou Arréridj i Algeriet.

## Klubbkarriär
M'Bolhi började spela fotboll för RCF Paris. Sedan gick han till Marseille, även om han inte hade spelat någon ligamatch under sin tid i RCF Paris. Efter tiden i Marseille så köptes han av Heart of Midlothian, han var en av elva värvningar som klubben köpte under januari. Innan 2006-07 skrev M'Bolhi för den grekiska klubben Ethnikos Piraeus. M'Bohli spelade fem matcher för Ethnikos innan han lämnade för Panetolikos.
Under 2008 startade M'Bolhi 22 matcher för F.C. Ryūkyū i J-League.

### Slavia Sofia
I maj 2009 tecknade M'Bolhi ett tvåårskontrakt med Slavia Sofia. Han var duktig i sin debut mot Lokomotiv Sofia. I januari 2010 blev han utnämnd till bästa målvakten 2009 i bulgariska ligan.

### CSKA Sofia
Han lånades ut till CSKA Sofia i augusti 2010. Han blev snabbt ordinarie i klubben. M'Bolhi spelade inte mot Slavia Sofia i sjunde omgången i bulgariska ligan.

### Krylja Sovetov Samara
I december 2010 skrev M'Bolhi på för Krylja Sovetov i Ryska Premier League.

### Tillbaka i CSKA Sofia
Den 2 augusti 2011 återvände M'Bolhi till Bulgarien, då han blev utlånad till CSKA Sofia i ett år.

### Gazélec Ajaccio
I januari 2013 blev M'Bolhi återigen utlånad, denna gång till franska Ligue 2-laget Gazélec Ajaccio. Han gjorde sin debut  den 1 februari 2013 i en 2-0-förlust mot Lens.

## Landslagskarriär
Mellan 2002 och 2004 spelade M'Bolhi för Frankrike på U16- och U17-nivå. Den 28 maj 2010 gjorde M'Bolhi sin debut i det Algeriska landslaget i en match mot Irland som Algeriet förlorade med 3-0. I Fotbolls-VM 2010 släppte han in två mål. Det första mot Slovenien, en match som man förlorade med 1-0. Det andra insläppta målet var mot USA efter att Landon Donovan gjort mål i 91:a minuten. I matchen mot England lyckades M'Bolhi hålla nollan i en 0-0-match.